# Ghitta Carell
Ghitta Carell Klein (nata Klára Karolina Mánkovits; Szatmár, 20 settembre 1899 – Haifa, 18 gennaio 1972) è stata una fotografa ungherese naturalizzata italiana, attiva nel ritratto ufficiale tra gli anni '20 e gli anni '60.
Stabilitasi in Italia nel 1924, fu autrice di numerosi ritratti di esponenti dell'aristocrazia, della cultura e della politica, tra cui Maria José del Belgio, Benito Mussolini e papa Giovanni XXIII.

## Biografia

### Giovinezza e formazione
Ghitta Carell nacque il 20 settembre 1899 a Szatmárnémeti, città allora compresa nei territori dell'Impero austro-ungarico e oggi denominata Satu Mare, in Romania. Il suo nome di nascita era Klára Karolina Mánkovits. Proveniva da una famiglia di religione ebraica e di condizioni sociali modeste. Non intraprese un percorso accademico strutturato, ma sviluppò un interesse per la fotografia in un contesto culturale vivace, influenzato da esponenti della cosiddetta scuola ungherese, tra cui József Pécsi, Ergy Landau, Olga Máté e Irén Werner.
Alcune ricostruzioni biografiche successive le attribuirono periodi di apprendistato a Lipsia e Vienna, sebbene tali notizie non siano confermate da fonti archivistiche e possano far parte di una narrazione autobiografica costruita a posteriori.

### Attività in Italia
Nel 1924 si trasferì in Italia, stabilendosi a Firenze, dove intraprese la carriera di fotografa professionista. Adottò il nome d'arte Ghitta Carell, probabilmente ispirato alla cittadina di Carei (Nagykároly in ungherese), nei pressi della sua regione natale. A Firenze entrò in contatto con una rete di artisti e intellettuali ungheresi attivi in Italia, riuniti intorno allo scultore Márk Vedres, residente a Fiesole.
In questo contesto si avvicinò alla borghesia intellettuale e, successivamente, agli ambienti dell'aristocrazia italiana, ricevendo le prime commissioni fotografiche.

### Evoluzione tecnica e affermazione professionale
Nei primi anni di attività Carell si specializzò nel ritratto fotografico, ambito nel quale sviluppò uno stile personale. Utilizzava una macchina fotografica a banco ottico prodotta dalla ditta milanese Piseroni, con lastre di formato 18×24 cm, spesso sostituite, per esigenze pratiche, da versioni più leggere ma dello stesso formato. Il lavoro si svolgeva prevalentemente in studio, con l'impiego di luci artificiali e con un meticoloso intervento manuale sulle stampe, realizzato con raschietti, pennelli e matite.
La tecnica si ispirava alla pittura ritrattistica, con particolare attenzione alla composizione e alla modulazione della luce. Nella sua biblioteca erano presenti manuali di tecnica fotografica e volumi illustrati sulla storia dell'arte, elementi che contribuirono alla definizione di un linguaggio formale riconoscibile.
La firma apposta su ogni stampa, a inchiostro, matita o biacca, divenne un elemento ricorrente del suo metodo di lavoro.

### Rapporti con l'élite sociale e politica
Durante gli anni 1930 Ghitta Carell si affermò come ritrattista di figure di rilievo della società italiana. Tra i suoi committenti figuravano la principessa di Piemonte Maria José del Belgio, fotografata in più occasioni, Margherita Sarfatti, promotrice del movimento Novecento Italiano, ed Edda Mussolini, figlia del capo del governo.
Le relazioni con questi ambienti facilitarono l'accesso a incarichi istituzionali. Nel 1933 e nel 1937 fu incaricata di realizzare due campagne fotografiche ufficiali dedicate a Benito Mussolini, contribuendo alla costruzione iconografica del personaggio pubblico. In quegli stessi anni ritrasse anche esponenti del Ministero della cultura popolare, tra cui Annibale Scicluna Sorge, in una celebre immagine del 1935.

### Conseguenze delle leggi razziali
L'emanazione delle leggi razziali fasciste nel 1938 segnò una fase di declino della visibilità pubblica della fotografa. Pur non essendo destinataria di misure repressive dirette, fu progressivamente esclusa dalle reti ufficiali e il suo nome venne rimosso da pubblicazioni e cataloghi. Trascorse gli anni della seconda guerra mondiale fra Milano e Roma, sostenuta da rapporti privati e da una clientela ristretta.

### Attività nel secondo dopoguerra
Nel dopoguerra Carell riprese l'attività, seppure in un contesto politico e culturale profondamente mutato. Partecipò a mostre e continuò a operare come ritrattista, anche se con una minore esposizione mediatica rispetto al ventennio precedente. Tra i suoi incarichi più noti si colloca la realizzazione, nel 1960, di una serie di ritratti ufficiali di Papa Giovanni XXIII, destinati a larga diffusione.
Nel 1959 ottenne la cittadinanza italiana e continuò a risiedere a Milano.

### Ultimi anni e morte
Alla fine degli anni 1960 lasciò improvvisamente l'Italia a causa di problemi di salute. Affidò a persone di fiducia la gestione dello studio e la vendita dell'archivio, che fu acquistato dalla società Ferrania, poi confluita nella 3M. Si trasferì ad Haifa, in Israele, dove morì il 18 aprile 1972.
Nel 1970 fu organizzata una mostra retrospettiva a Roma e Milano con materiali provenienti dal suo archivio, tra cui numerosi ritratti di esponenti dell'aristocrazia, della borghesia e del regime fascista.

## Critica e studi successivi
La ricezione critica dell'opera di Carell è stata a lungo condizionata dal contesto storico e dai soggetti rappresentati. Inizialmente interpretata come testimonianza di un costume sociale, la sua opera fu riletta secondo una prospettiva sociologica, spesso priva di attenzione per gli aspetti tecnici e stilistici.
Solo in seguito si è assistito a un parziale recupero del suo contributo, anche attraverso la pubblicazione di due volumi: Signori d'Italia nei fotoritratti di Ghitta Carell (Ferrania, 1978) e La fotografia della maschera (3M, 1985). Questi lavori hanno posto le basi per ulteriori approfondimenti, contribuendo a restituire alla figura di Carell una collocazione più articolata nella storia della fotografia italiana del XX secolo.